# Forsell (släkter)
Forsell är flera orelaterade släkter med samma efternamn. 

## Forsell från Västergötland
Där inte annat anges, är upplysningarna hämtade från Svenskt biografiskt lexikon.
- Fredrik Joseph Forssell (1729–1795), kapten, (11 barn)
  - Erik Forssell (1774–1834), kapten
    - Nils Edvard Forssell (1821–1883), veterinär, professor
      - Karl Bror Jakob Forssell (1856–1898), botanist och skolman

  - Carl af Forsell (1783–1848), militär, kartograf och statistiker
  - Jacob Forsell (1788–1832), ingenjörofficer
    - Carl August Joseph Forsell, sjökapten[2]
      - John Forsell (1868–1941), operasångare och operachef
        - Vidar Forsell (1904–1971), journalist, gift med Zarah Leander
        - Björn Forsell (1915–1975), skådespelare och operasångare
        - Jacob Forsell, läkare (?)[3]
          - Jacob Forsell (fotograf) (född 1942), fotograf och författare

        - Loulou Forsell (1922–1954), journalist och författare, gift med Anders Börje

      - Anna Söderblom, född Forsell (1870–1955), författare, gift med ärkebiskop Nathan Söderblom

## Forssell från Järvsö
Släkten är flera gånger beskriven i Svenska släktkalendern, senast 1967. Uppgifterna här är hämtade från Wikipedias biografier.
- Olof Forssell (1762–1838), präst i Hudiksvall, senare i Östervåla, farfar till Hans och Abraham Forsell
  -     - Hans Forssell (1843–1901), historiker, skriftställare, politiker
      - Olof Forssell (läkare) (1868–1935)
      - Astrid Gullstrand (1874–1952), konstnär, författare

    - Abraham Forssell (1848–1937), agronom
      - Gösta Forssell  (1876–1950), röntgenläkare
      - Jakob Forssell (1877–1968), kemiingenjör
      - Carl Forssell (1881–1973), civilingenjör, politiker
      - Gerhard Forssell (1882–1964), veterinär, professor och rektor
      - Arne Forssell (1887–1974), arkivarie, politiker
        - Lars Forssell (1928–2007), författare
          - Jonas Forssell (född 1957), tonsättare
          - Malte Forssell (född 1959), filmproducent och inspelningsledare

      - Nils Forssell (1889–1969), historiker

## Sven Forssells familj
- Sven Forssell (1914–1962), författare och manusförfattare
  - Johannes Brost Forssell (1946–2018), skådespelare
  - Tomas Forssell (född 1951), musiker och skådespelare
    - Gry Forssell (född 1973), programledare